# 大口喜六
大口 喜六（おおぐち きろく、1870年6月23日（明治3年5月25日） - 1957年（昭和32年）1月27日）は日本の政治家。豊橋市長や明治憲法下の衆議院議員などを務めた。

## 経歴
大口喜六は廃藩置県前の三河国豊橋藩船町（現愛知県豊橋市船町）で明治3年5月25日（1870年6月23日）に生まれた。幼名理一郎、号は蓊山。東京帝国大学選科で薬学を学び、帰郷後薬局を開業した。
政治家を志し、1893年（明治26年）、改進党に入党。1895年（明治28年）、豊橋町議に当選、1898年（明治31年）三浦碧水の後継者として豊橋町長に就任した。
1906年（明治39年）8月1日市制を施行し、初代市長に選ばれた。翌年1907年（明治40年）に豊橋市長に就任、1912年（明治45年）に市長を退任した。
1912年（明治45年）から1942年（昭和17年）まで衆議院議員を10期務めた。その間、1914年（大正3年）から1916年（大正5年）、1938年（昭和13年）から1940年（昭和15年）に豊橋市長に再任している。
1927年（昭和2年）3月、議会乱闘事件に関与したとして取り調べを受けるが、大口は大声を出しただけであると主張、後日不起訴となる。
1930年（昭和5年）には濱口内閣の金解禁に反対して、石橋湛山・小汀利得・高橋亀吉らとともに全国を遊説した。1940年（昭和15年）国民更生金庫が設立され、その理事長に就任した。1942年（昭和17年）の翼賛選挙では大政翼賛会の推薦を受けて再選した。
戦後、公職追放となり、追放解除後の1953年（昭和28年）、豊橋市名誉市民となる。
1957年（昭和32年）1月27日、没した。
また、二連木城址（豊橋市仁連木町）に邸宅を建て、現在は大口公園となっている。